# وست اند، همپشر
وست اند (به انگلیسی: West End) یک روستا و محله مدنی در بریتانیا است که در Eastleigh واقع شده‌است. وست اند ۱۱٬۴۷۰ نفر جمعیت دارد.